# Провулок Авіаторів (Мелітополь)
Провулок Авіаторів — провулок в Мелітополі. Починається від виїзда з 1-го Північного провулка і вулиці Ломоносова, йде на захід і закінчується на межі міста. Забудований приватними будинками.

## Назва
Назва провулка може бути пов'язана з Авіамістечком, яке знаходиться в 2 км від провулка.
Паралельно провулку проходить однойменна вулиця Авіаторів.

## Історія
Рішення про найменування проєктної вулиці було прийнято 21 квітня 1994 року.